# Фінал Кубка володарів кубків 1981
Фінал двадцять першого розіграшу Кубка володарів кубків європейських країн відбувся 13 травня 1981 року на «Рейнштадіоні» (Дюссельдорф, ФРН). Право боротися за трофей здобули тбіліське «Динамо» і «Карл Цейс» з східнонімецького міста Єна. Обслуговувала поєдинок бригада італійських рефері на чолі з Рікардо Латтанці.

## Суперники
Клуб «Динамо» (Тбілісі) заснований 1925 року.
- Чемпіон СРСР (2): 1964, 1978
- Володар кубка (2): 1976, 1979

Клуб «Карл Цейс» (Єна) заснований 1903 року.
- Чемпіон НДР (3): 1963, 1968, 1970
- Володар кубка (4): 1960, 1972, 1974, 1980

## Шлях до фіналу
| «Динамо» (Тбілісі) | «Динамо» (Тбілісі) | Етап | «Карл Цейс» (Єна) | «Карл Цейс» (Єна) |
| ------------------ | ------------------ | ---- | ----------------- | ----------------- |
|                    |                    |      |                   |                   |
| Суперник           | Рахунок            |      | Суперник          | Рахунок           |
| «Касторія»         | 0-0 (г), 2-0 (д)   | 1/16 | «Рома»            | 0-3 (г), 4-0 (д)  |
| «Вотерфорд»        | 1-0 (г), 4-0 (д)   | 1/8  | «Валенсія»        | 3-1 (д), 0-1 (г)  |
| «Вест Гем»         | 4-1 (г), 0-1 (д)   | 1/4  | «Ньюпорт»         | 2-2 (д), 1-0 (г)  |
| «Феєнорд»          | 3-0 (д), 0-2 (г)   | 1/2  | «Бенфіка»         | 2-0 (д), 0-1 (г)  |

## Гра
| 13 травня 1981 20:15 CEST |

| «Динамо»                 | 2 – 1 | «Карл Цейс» |
| ------------------------ | ----- | ----------- |
| Гуцаєв 67' Дараселія 86' | Звіт  | Гоппе 63'   |

| «Рейнштадіон» (Дюссельдорф) Глядачів: 4 750 Арбітр: Рікардо Латтанці (Італія) |

|  |  |

|                  |    |                     |  |     |
|                  |    |                     |  |     |
| ВР               | 1  | Отарі Габелія       |  |     |
| ЗХ               | 2  | Тамаз Костава       |  |     |
| ЗХ               | 3  | Олександр Чивадзе   |  |     |
| ЗХ               | 4  | Нодар Хізанішвілі   |  |     |
| ЗХ               | 5  | Георгій Тавадзе     |  |     |
| ПЗ               | 6  | Віталій Дараселія   |  |     |
| ПЗ               | 7  | Заур Сванадзе       |  | 67' |
| ПЗ               | 8  | Тенгіз Сулаквелідзе |  |     |
| ПЗ               | 9  | Володимир Гуцаєв    |  |     |
| НП               | 10 | Давид Кіпіані       |  |     |
| НП               | 11 | Рамаз Шенгелія      |  |     |
| Запасні:         |    |                     |  |     |
| ПЗ               | 13 | Нугзар Какілашвілі  |  | 67' |
| ВР               |    | Карло Мчедлідзе     |  |     |
| Головний тренер: |    |                     |  |     |
| Нодар Ахалкаці   |    |                     |  |     |

|                  |    |                       |  |     |
|                  |    |                       |  |     |
| ВР               | 1  | Ганс-Ульріх Грапентін |  |     |
| ЗХ               | 2  | Герт Брауер           |  |     |
| ЗХ               | 5  | Лотар Курбювайт       |  |     |
| ЗХ               | 6  | Рюдігер Шнупгазе      |  |     |
| ПЗ               | 3  | Гергард Гоппе         |  | 89' |
| ПЗ               | 4  | Вольфганг Шиллінг     |  |     |
| ПЗ               | 7  | Андреас Краузе        |  |     |
| ПЗ               | 8  | Лутц Ліндеманн        |  |     |
| НП               | 9  | Андреас Білау         |  | 74' |
| НП               | 10 | Юрген Рааб            |  |     |
| НП               | 11 | Ебергард Фогель       |  |     |
| Запасні:         |    |                       |  |     |
| ПЗ               | 13 | Ульріх Еверман        |  | 89' |
| ПЗ               | 15 | Томас Топфер          |  | 74' |
| Головний тренер: |    |                       |  |     |
| Ганс Маєр        |    |                       |  |     |

| Асистенти арбітра: Луїджі Аньолін Паоло Бергамо | Правила - 90 хвилин гри. - 30 хвилин додаткового часу за необхідності. - Післяматчеві пенальті, якщо рахунок досі нічийний. - П'ять запасних гравців у заявці. - Дві заміни дозволено. |

## Переможці
Протягом турніру, у складі тбіліського клубу, виступали: воротар — Отарі Габелія (9 проведених матчів, 5 пропущених м'ячів); захисники — Олександр Чивадзе (9 матчів, 2 голи), Нодар Хізанішвілі (7), Георгій Тавадзе (7), Тамаз Костава (6), Шота Хінчагашвілі (5), Давид Муджирі (4), Георгій Чилая (3, 1); півзахисники — Тенгіз Сулаквелідзе (9, 2); Віталій Дараселія (8, 3), Заур Сванадзе (5), Нугзар Какілашвілі (4), Вахтанг Корідзе (2), Костянтин Кереселідзе (1), Гоча Джохадзе (1); нападники —  Давид Кіпіані (9), Рамаз Шенгелія (9, 4), Володимир Гуцаєв (7, 4), Реваз Челебадзе (4), Важа Жванія (2), Гурам Чкареулі (1). 
Головний тренер — Нодар Ахалкаці, начальник команди — Кахі Асатіані, тренери — Сергій Кутівадзе і Гіві Нодія.
За перемогу в єврокубковому турнірі, десять гравців отримали звання «Заслужений майстер спорту»: Отарі Габелія, Володимир Гуцаєв, Віталій Дараселія, Давид Кіпіані, Тамаз Костава, Тенгіз Сулаквелідзе, Нодар Хізанішвілі, Шота Хінчагашвілі, Олександр Чивадзе, Рамаз Шенгелія. Шестеро футболістів — «Майстра спорту міжнародного класу»: Важа Жванія, Нугзар Какілашвілі, Давид Муджирі, Заур Сванадзе, Георгій Тавадзе, Георгій Чилая.